# Victor Raider-Wexler
Pour les articles homonymes, voir Wexler.
Victor Raider-Wexler, né le 31 décembre 1943 à Toledo, est un acteur américain.

## Biographie
Victor Raider-Wexler est un acteur ayant joué plus de 100 rôles au cinéma et à la télévision. Il a notamment joué au cinéma dans Une vie à deux (1999) et Minority Report (2002) et a interprété des rôles récurrents dans les séries télévisées Seinfeld, Tout le monde aime Raymond, Un toit pour trois et Un gars du Queens.

## Filmographie

### Cinéma
- 1974 : Benji : Payton Murrah
- 1999 : Une vie à deux : Dr Hopkins
- 2000 : Les Aventures de Rocky et Bullwinkle : Igor
- 2001 : Docteur Dolittle 2 : le juge B. Duff
- 2002 : Minority Report : le ministre de la justice Nash
- 2006 : À la recherche du bonheur : le propriétaire

### Télévision
- 1993-1998 : Seinfeld (série télévisée, 4 épisodes) : le docteur
- 1995 : Friends (série télévisée, saison 2 épisode 6) : Dr Karl
- 1996 : Mariés, deux enfants (série télévisée, saison 10 épisode 17) : Floyd Babcock
- 1996-2004 : Tout le monde aime Raymond (série télévisée, 9 épisodes) : Stan
- 1997 : Loïs et Clark : Les Nouvelles Aventures de Superman (série télévisée, saison 4 épisode 14) : Dr Dussel
- 2000-2001 : Un toit pour trois (série télévisée, 9 épisodes) : le chef des pompiers Felix Shaw
- 2001-2007 : Un gars du Queens (série télévisée, 10 épisodes) : Kaplan / Kaufman
- 2002 : À la Maison-Blanche (série télévisée, saison 4 épisode 8) : Bernie
- 2003 : Angel (série télévisée, saison 5 épisode 2) : Magnus Hainsley
- 2003 : Un père Noël au grand cœur (téléfilm) : Bob
- 2005 : Dr House (série télévisée, saison 1 épisode 9) : le juge Winter
- 2005 : Numbers (série télévisée, saison 1 épisode 7) : Eddie
- 2005 : FBI : Portés disparus (série télévisée, saison 3 épisode 19) : Mr Keoneke
- 2007 : NCIS : Enquêtes spéciales (série télévisée, saison 4 épisode 12) : Patrick Carmody
- 2007-2011 : American Dad! (série télévisée, 4 épisodes) : Ray (voix)